# TFF 2. Lig
A TFF 2. Lig corresponde à divisão de acesso para a TFF 1. Lig. Foi fundada em 2001 como Segunda Liga Turca – Categoria B, substituindo a então existente 3. Lig, que funcionou como a Terceira Divisão Turca desde o início da competição na temporada 1967–68 até a temporada 2000–01, data da última grande reformulação no sistema de ligas de futebol promovida pela Federação Turca de Futebol. Trata-se da penúltima divisão profissional de clubes na Turquia.

## Direitos de nome
A partir da temporada 2007–08, a competição teve seu nome alterado pela Federação Turca de Futebol, adotando a atual denominação. Foi também a partir dessa temporada que se autorizou a venda dos direitos de nome do torneio via contrato de patrocínio.
Em 2010, foi firmado contrato o primeiro contrato de direitos de nome válido por 9 temporadas com a Spor Toto, nome informal pelo qual é conhecido o Ministério dos Esportes da Turquia, passando o campeonato a ser denominado Spor Toto TFF 2. Lig a partir da temporada 2010–11 até o fim da temporada 2019–20.
Em 2020, foi firmado o atual contrato com o site de apostas esportivas misli.com, passando o campeonato a ser denominado Misli.com 2. Lig a partir da temporada temporada 2020–21.

## Sistema de disputa
Ao longo da curta história da competição, houve várias alterações no sistema de disputa. Atualmente é disputada por 39 equipes, divididas em 2 grupos: o Grupo Branco (em turco, Beyaz Grup) composto por 19 clubes e o Grupo Vermelho (em turco, Kırmızı Grup) composto por 20 clubes.
Durante a fase de grupos, as equipes do primeiro grupo jogam ao total 36 partidas divididas em turno e returno, enquanto que as equipes do segundo grupo jogam 38 partidas. No fim, a equipe vencedora de cada grupo classifica-se diretamente para a TFF 1. Lig, enquanto que as equipes que terminaram a competição entre o 3º e o 6º lugares em ambos os grupos disputam um playoff unificado com partidas de ida e volta de caráter eliminatório, sendo o clube vencedor o detentor da terceira vaga de acesso.
Ao final da temporada, as três equipes com as piores campanhas de cada grupo são rebaixadas para a TFF 3. Lig.

## Critérios de desempate
Em caso de empate entre duas ou mais equipes na classificação geral, estes são os critérios de desempate considerados na ordem: 
1. Pontos marcados;
 2. Pontos marcados no(s) confronto(s) direto(s);
3. Saldo de gols no(s) confronto(s) direto(s);
4. Gols marcados no(s) confronto(s) direto(s);
5. Saldo de gols;
6. Gols marcados;
7. Sorteio.

## Tabela de acessos

### Sistema de grupos regionais
| Temporada | Grupo A    | Grupo B     | Grupo C     |
| 2002–03   | Karşıyaka  | Telekomspor | Erciyesspor |
| 2003–04   | Karagümrük | Sarıyerspor | Mardinspor  |
| 2004–05   | Uşakspor   | Orduspor    | Gaziantep   |

### Sistema classificatório
| Temporada | Campeão      | Vice-campeão | Vencedor dos Playoffs |
| 2001–02   | Manisaspor   | Mersin İ.Y.  | Adana Demirspor       |
| 2005–06   | Kasımpaşa    | Hacettepe    | Eskişehirspor         |
| 2006–07   | Boluspor     | Kartalspor   | Giresunspor           |
| 2007–08   | Adanaspor    | Karabükspor  | Güngörenspor          |
| 2008–09   | Bucaspor     | Mersin İ.Y.  | Dardanelspor          |
| 2009–10   | Güngörenspor | Akhisarspor  | Linyitspor            |

### Sistema misto
| Temporada | Campeão do Grupo Vermelho | Campeão do Grupo Branco | Vencedor dos Playoffs |
| 2010–11   | Elazığspor                | Göztepe                 | Sakaryaspor           |
| 2011–12   | 1461 Trabzon              | Şanlıurfaspor           | Adana Demirspor       |
| 2012–13   | Kahramanmaraşspor         | Balıkesirspor           | Fethiyespor           |
| 2013–14   | Altınordu                 | Giresunspor             | Alanyaspor            |
| 2014–15   | Göztepe                   | Yeni Malatyaspor        | 1461 Trabzon          |
| 2015–16   | Ümraniyespor              | Manisaspor              | Bandırmaspor          |
| 2016–17   | Ankaragücü                | İstanbulspor            | Erzurumspor           |
| 2017–18   | Hatayspor                 | Altayspor               | Afyonspor             |
| 2018–19   | Menemenspor               | Keçiörengücü            | Karagümrük            |
| 2019–20   | Bandırmaspor              | Samsunspor              | Tuzla                 |
| 2020–21   | Eyüpspor                  | Manisa                  | Kocaelispor           |
| 2021–22   | Sakaryaspor               | Pendikspor              | Bodrumspor            |

## Tabela de descensos

### Sistema de grupos regionais
| Temporada | Grupo A                   | Grupo B                  | Grupo C                  |
| 2002–03   | Gaziosmanpaşa Kütahyaspor | Çubukspor Tokatspor      | Hakkarispor Cudi̇spor     |
| 2003–04   | Sidespor Mustafakemalpaşa | Amasyaspor Gümüşhanespor | Mezitlispor Igdirspor    |
| 2004–05   | Göztepe Çorluspor         | Bulancakspor Şekerspor   | Erzincanspor Karamanspor |

### Sistema classificatório
| Temporada | Grupo 1                                     | Grupo 2                                | Grupo 3                                 | Grupo 4                                       | Grupo 5                          |
| 2001–02   | Zeytinburnuspor Sapancaspor                 | Ispartaspor Turgutluspor               | Mobellaspor Kırklarelispor              | Boluspor Hopaspor                             | Vanspor Ağrıspor                 |
| 2005–06   | Bosnaspor Üsküdar                           | Aydınspor 1923 Adanaspor               | Aksarayspor Merinosspor                 | Ankara Demirspor Kömürspor                    | Osmaniyespor Petrolspor          |
| 2006–07   | Yalovaspor Oyak Renault                     | Nazilli Muğlaspor                      | Keçiörengücü Gençlerbirliği             | Tokatspor Ünyespor                            | Siirtspor Cizrespor              |
| 2007–08   | İnegölspor Karagümrük                       | İzmirspor Uşakspor                     | Küçükköyspor Tepecikspor                | Araklıspor Erzincanspor                       | Kahramanmaraşspor Hatayspor      |
| 2008–09   | Gaziosmanpaşa Gençlerbirliği Beylerbeyispor | Altınordu Marmarisspor Afyonkarahisar  | Kırıkkalespor Maltepespor Alibeyköyspor | Pazarspor Arsinspor Yozgatspor                | GASKİ Şanlıurfa Yeni Malatyaspor |
| 2009–10   | Yalovaspor Beykoz 1908 Zeytinburnuspor      | Tepecikspor İstanbulspor Sarayköy 1926 | Karsspor Kırşehirspor Erzurumspor       | Diyarbakır B.B. Kahramanmaraşspor Malatyaspor | Inexistente por novo regulamento |

### Sistema misto
| Temporada | Grupo Branco                                 | Grupo Vermelho                                               |
| 2010–11   | Telekomspor Tarsus İ.Y. Vanspor              | Sebatspor Hacettepe Gebzespor                                |
| 2011–12   | Altınordu Adıyamanspor Mardinspor            | Diyarbakırspor Çorumspor Kocaelispor                         |
| 2012–13   | Ünyespor Sakaryaspor                         | Sarayköy 1926 Turanspor                                      |
| 2013–14   | Eyüpspor Güngörenspor Bozüyükspor            | Dardanelspor Gaziosmanpaşa Çankırıspor                       |
| 2014–15   | Gölbaşıspor Düzyurtspor Altayspor            | İskenderunspor Turgutluspor Ofspor Linyitspor                |
| 2015–16   | Kartalspor Ankara Demirspor Tarsus İ.Y.      | Bayrampaşa Pazarspor Orduspor                                |
| 2016–17   | Aydınspor 1923 1461 Trabzon Erciyesspor      | Üsküdar Tepecikspor Ofspor                                   |
| 2017–18   | Bucaspor Körfez Mersin İ.Y.                  | Nazilli Karşıyaka Silivrispor                                |
| 2018–19   | Fethiyespor Tokatspor Gençlerbirliği         | Bayrampaşa Manisaspor Gaziantepspor                          |
| 2019–20   | Sem rebaixados devido à pandemia de COVID-19 | Sem rebaixados devido à pandemia de COVID-19                 |
| 2020–21   | Gümüşhanespor Sancaktepe Hacettepe           | Elazığspor Mamak Karabukspor                                 |
| 2021–22   | Akhisarspor Selçukspor Eskişehirspor         | Turgutluspor Ergene Velimeşe Niğde Anadolu Kahramanmaraşspor |